# Земоно
Земоно (словен. Zemono) — невелике поселення в долині річки Віпави на північ від м. Віпава в общині Віпава. Висота над рівнем моря: 114,8 метрів.